# Selenochilus
Selenochilus is een geslacht van kevers uit de familie van de loopkevers (Carabidae). De wetenschappelijke naam van het geslacht is voor het eerst geldig gepubliceerd in 1878 door Chaudoir.

## Soorten
Het geslacht Selenochilus omvat de volgende soorten:
- Selenochilus fallax (Broun, 1893)
- Selenochilus frontalis (Broun, 1917)
- Selenochilus oculator (Broun, 1893)
- Selenochilus piceus (Blanchard, 1843)
- Selenochilus ruficornis (Broun, 1882)
- Selenochilus syntheticus (Sharp, 1886)